# 現在人口
現在人口（げんざいじんこう）とは、ある調査の時刻に、調査の地域に実際に存在している場所（現在地）で調査する方法で把握した人口のことである。実際人口とも呼ばれ、英語でde facto population（ディ・ファクトー・ポピュレイション）と表現される。これに対し、ある調査の時刻に、常住している場所（常住地）で調査する方法で把握した人口を常住人口と呼ぶ。

## 日本の人口統計における現在人口
日本では国勢調査においてかつて、現在人口を基礎として人口調査が実施された。今日の国勢調査では常住人口が人口調査の基礎となっている。
日本の各種統計における「現在人口」とは、調査日（例えば10月1日）の午前零時における当該地区（現在地）の人口のことであり、宿泊中・入港中の人員は外国人を含めすべて調査時現在いた場所における現在人口に含む。また調査自前に出港し、途中寄港しないで調査時後4日以内に本邦に入港した船舶の乗組員も、調査時に入港地にいたとみなして調査する。
ただし昭和15年の国勢調査においては、軍人・ 軍属等についてはそれらが海外にいるといないとを問わず、すべてその家族などのいる応召前の住所で調査している。昭和19年、昭和20年の人口調査においては、軍人・軍属や外国人は、調査の対象外となっている（昭和19年においては韓国・朝鮮・台湾などの外地人、昭和20年においては韓国・朝鮮・台湾籍は、外国人として扱わず調査の対象となる）。昭和21年の人口調査においては、外国人は調査の対象外となっている（韓国・朝鮮・台湾籍は外国人として扱わず調査の対象となる）。昭和22年の臨時国勢調査以降においては、外国政府の外交使節団・領事機関の構成員及びその家族、外国軍隊の軍人・軍属及びその家族は除く。また昭和19年以降は、途中寄港しないで調査時後2日以内に本邦に入港した船舶の乗組員（軍属を除く）も、調査時に入港地にいたとみなして調査する。
なお現在人口調査は昭和30年の国勢調査まで実施された。

## 用語の混乱
総務省統計局において、一部推計人口を「○年○月○日現在人口」と発表しているが、これは、「○年○月○日（午前零時）現在（における推計の常住）人口」という意味であり、人口統計の基礎は現在人口でなく常住人口である。